# Îles Padaido
Les îles Padaido sont un groupe d'îles d'Indonésie situées près de la Nouvelle-Guinée occidentale.
Administrativement, elles font partie du kabupaten de Biak Numfor dans la province de Papouasie.

## Biologie
L'archipel possède des récifs de corail qui abritent une remarquable biodiversité. On y identifie notamment 95 espèces de coraux et 155 espèces de poissons. La pratique de la pêche à l'explosif y est une menace.

## Tourisme
Les îles sont une destination pour la plongée sous-marine.